# 融資保証金詐欺
融資保証金詐欺（ゆうしほしょうきんさぎ、融資詐欺とも）とは、実際には融資しないにもかかわらず、簡単に融資が受けられると信じ込ませ、融資を申し込んできた人に対し、「保証金が必要です」などと言って金銭等をだまし取る特殊詐欺（振り込め詐欺）の一形態である。

## 概要
代表的な詐欺のひとつ。
融資をするように装って、「信用度を確認する」「保証金」「保険料」「保証料」「紹介料」などの様々な名目で支払いを要求し、口座に金銭を振り込ませて騙し取った上で「やはり信用に欠けるため、融資はできない」などと一方的に告げ、その後連絡が取れなくなる。
商工団体等を名乗り中小企業支援のための低金利融資を装って企業を相手にする場合と、消費者金融等を名乗り個人を相手にする場合があり、2005年に入って後者の詐欺が急増していることから、東京都は同年11月1日に個人向けの融資詐欺を「貸します詐欺」と命名した。
2020年（令和2年）より、オレオレ詐欺や還付金詐欺などとともに、特殊詐欺の手口の一つに定義付けがされた。

## 個人向け融資詐欺の手口
メガバンクや大手クレジット会社などの有名企業と酷似した社名を名乗ったり、大手消費者金融会社の広告物をスキャナで取り込んで、電話番号を書き換えたりしたダイレクトメールを送りつけて勧誘するケースが多い。最近は、電子メール（いわゆるスパム）、新聞折込広告やパズル誌、パチンコ誌、アダルト誌など一部の雑誌の広告で勧誘する場合もある。NTTの104番（電話番号案内）に登録していない会社が多い。申し込みの電話をかけておかしいと思って断ると「ここまで説明させておいて断るとは、当社を馬鹿にしているのか」等と脅す業者もある。
広告内容に、通常の融資では有り得ない多額（数百万から1000万以上）・有り得ない低金利（年利1%以下から数%）･「無担保・保証人不要、現在の借り入れ状況など一切不問」等の好条件（端的に言えば『誰にでも貸す』という内容）を記して客をおびき寄せ、詐取行為を働く場合が多い。当然のことながら、貸金業登録番号や住所などが詐称されているケースがほとんどである。大手・準大手の消費者金融会社はほとんどがダイレクトメールでの融資の勧誘を一切行っていないため、有名消費者金融会社を名乗るダイレクトメールはほぼ間違いなく偽物と言ってよい。また、日本貸金業協会の担当者は、「消費者金融会社が、保証金などの名目で事前にお金を求めてくることは有り得ない」と述べており、金額・名目を問わず、事前に金銭を要求してくる業者は詐欺であると考えてよい。
詐欺業者の手口は大きく分けて二種類が存在する。
先払いの手口
「信用度を確認するから××万円振込め、入金を確認後××万円融資する」「信用に欠けるので、保証会社をつけて欲しい。その為に保証金○○円を保証会社に振り込んでくれ」などと指示する。ここ最近では「（金額を）支払え」と伝えると被害者も詐欺を疑って警戒するため、「（金額を）一定期間預けろ、返済が滞りなく行われれば返還する」という言い回しを使うことも多い。
紹介詐欺の手口
自社からの融資を一度断った上で、「当社と取引のある他社を紹介するので、そちらで相談してみて欲しい」などとして貸金業者の名称を通知し（テレビCM等で名を知られる大手の貸金業者である場合が多い）、融資が実行されると「当社が紹介したから融資を受けられた」と主張し融資額の一部を紹介手数料名目で振り込ませる。「紹介する」と銘打ってはいるが、実際には貸金業者の名前を告げるだけで、正式な紹介状が無ければ先方の担当者の氏名等が告げられることも無いなど（つまり業者は何度か電話をかける以外の行動をとっていない）、商業的効力のある「紹介」とは到底言えない内容である。また、当然ながら名を挙げられる業者はそのような事実を知る由もないため、詐欺業者は『お客様だけを特別扱いしていることを周囲に知られるとまずい』等と理由を付け、自分達のことを他言しないよう口止めを図る。
近年ではこれの発展型として、金融庁や信用情報機関の名を挙げて「データを確認したところ、お客様に対する融資は禁止されていた。当社の役員がここの出身なので、特別に口を利いてデータを修正してもらうことが出来る」などと説明し、「データ調整の費用」という名目で金銭を要求する手口も存在する。